# Bandcamp
Bandcamp es una tienda de música en línea, además de una plataforma de lanzamiento y de promoción para artistas independientes. Abrió su web en septiembre de 2008, y en 2012 posee un catálogo de más de 5 millones de canciones, más de 600.000 álbumes procedentes de 183 países. El 2 de marzo de 2022, Bandcamp fue adquirida por Epic Games.
La web alcanzó gran notoriedad cuando la cantante Amanda Palmer rompió con su discográfica y ofreció sus composiciones en la web, alcanzando 15.000 dólares en ventas en tan solo tres minutos.

## Registro y condiciones
El registro es gratuito, dando la posibilidad al autor a crear su propia página, vender sus composiciones, fijar sus precios y permitir escuchar los temas desde la web. Bandcamp se lleva un 15% de la venta, que baja al 10% cuando se alcanzan los 5.000 dólares.

## Formatos
Los formatos de subida de canciones que soporta son ALAC, AIFF, WAV, Ogg Vorbis y FLAC entre otros, además de MP3.